# Campodolcino
Campodolcino är en ort och kommun i provinsen Sondrio i regionen Lombardiet i Italien. Kommunen hade 936 invånare (2018).